# Bettina Weilguni
Bettina Weilguni (* 30. September 1968) ist eine österreichische Badmintonspielerin. 

## Karriere
Bettina Weilguni gewann als Juniorin schon ihren ersten nationalen Titel bei den Erwachsenen. Weitere neun Titel folgten bis 2002. 2001 nahm sie an der Badminton-Weltmeisterschaft teil.

## Sportliche Erfolge
| Saison | Veranstaltung                                  | Disziplin   | Platz | Name                            |
| ------ | ---------------------------------------------- | ----------- | ----- | ------------------------------- |
| 1987   | Österreich: Einzelmeisterschaften der Junioren | Mixed       | 1     | Harald Koch / Bettina Weilgunni |
| 1997   | Österreich: Einzelmeisterschaft                | Damendoppel | 1     | Bettina Weilguni / Irina Serova |
| 1998   | Österreich: Einzelmeisterschaft                | Mixed       | 1     | Harald Koch / Bettina Weilguni  |
| 1998   | Österreich: Einzelmeisterschaft                | Damendoppel | 1     | Bettina Weilguni / Irina Serova |
| 1999   | Österreich: Einzelmeisterschaft                | Mixed       | 1     | Harald Koch / Bettina Weilguni  |
| 1999   | Österreich: Einzelmeisterschaft                | Damendoppel | 1     | Bettina Weilguni / Irina Serova |
| 2000   | Österreich: Einzelmeisterschaft                | Mixed       | 1     | Harald Koch / Bettina Weilguni  |
| 2000   | Österreich: Einzelmeisterschaft                | Damendoppel | 1     | Bettina Weilguni / Irina Serova |
| 2001   | Weltmeisterschaft                              | Mixed       | 33    | Jürgen Koch / Bettina Weilguni  |
| 2001   | Österreich: Einzelmeisterschaft                | Mixed       | 1     | Harald Koch / Bettina Weilguni  |
| 2001   | Österreich: Einzelmeisterschaft                | Damendoppel | 1     | Bettina Weilguni / Irina Serova |
| 2002   | Österreich: Einzelmeisterschaft                | Mixed       | 1     | Harald Koch / Bettina Weilguni  |